# Schirasee
Der Schirasee (russisch озеро Шира, ósero Schirá) ist ein meromiktischer See in Chakassien, Südsibirien, Russland.
Am Südwestufer liegt die Siedlung Schemtschuschny.
Der Schirasee ist 340 km von Krasnojarsk und 160 km von Abakan entfernt. In 20 km Entfernung von Schirasee liegt der größte See Chakassiens, der Beljosee.
Der Wasserspiegel kann um 4,5 m schwanken.
Der See ist zwischen November und Ende April von einer Eisschicht bedeckt.

## Galerie

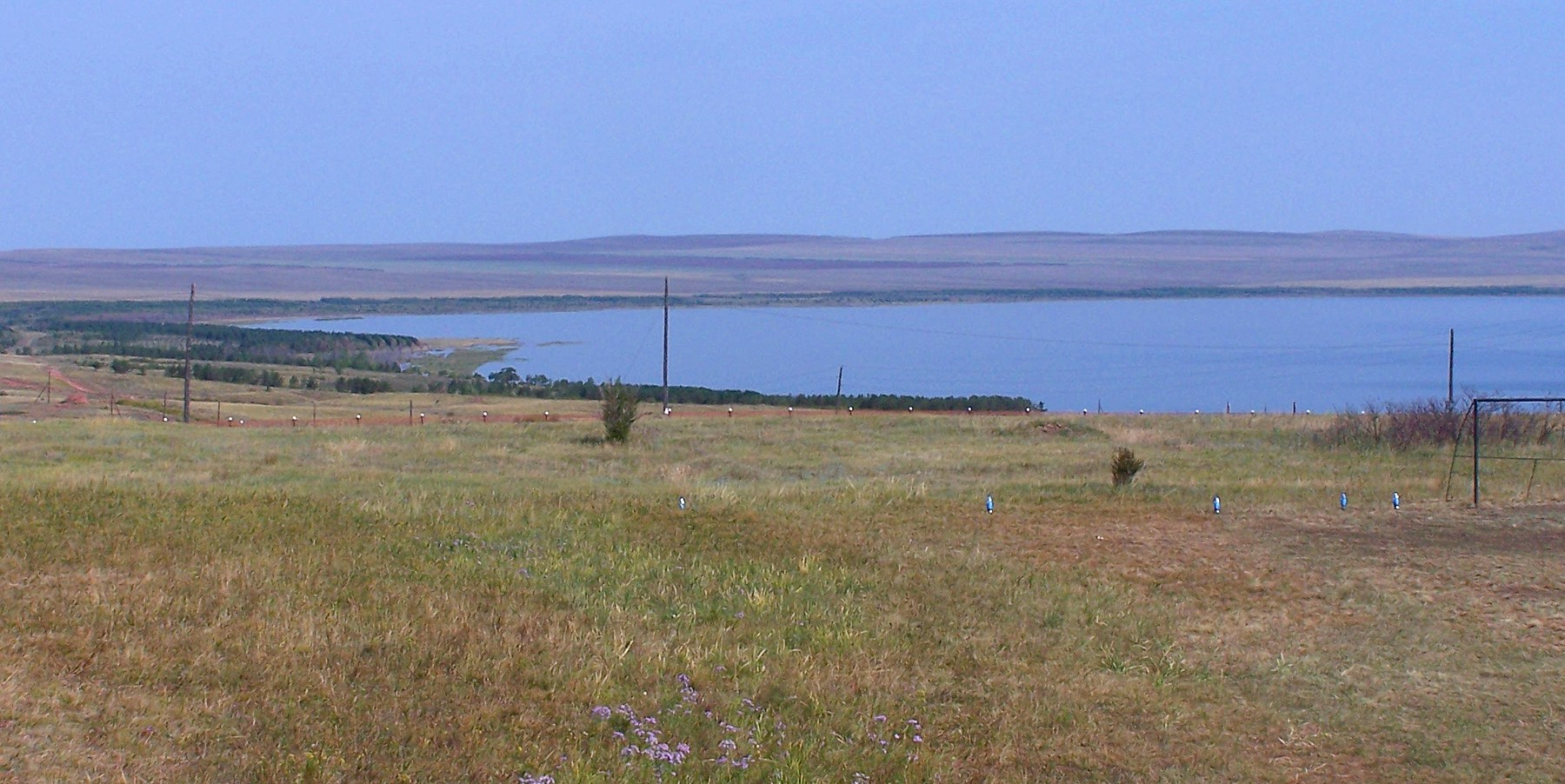
Westufer
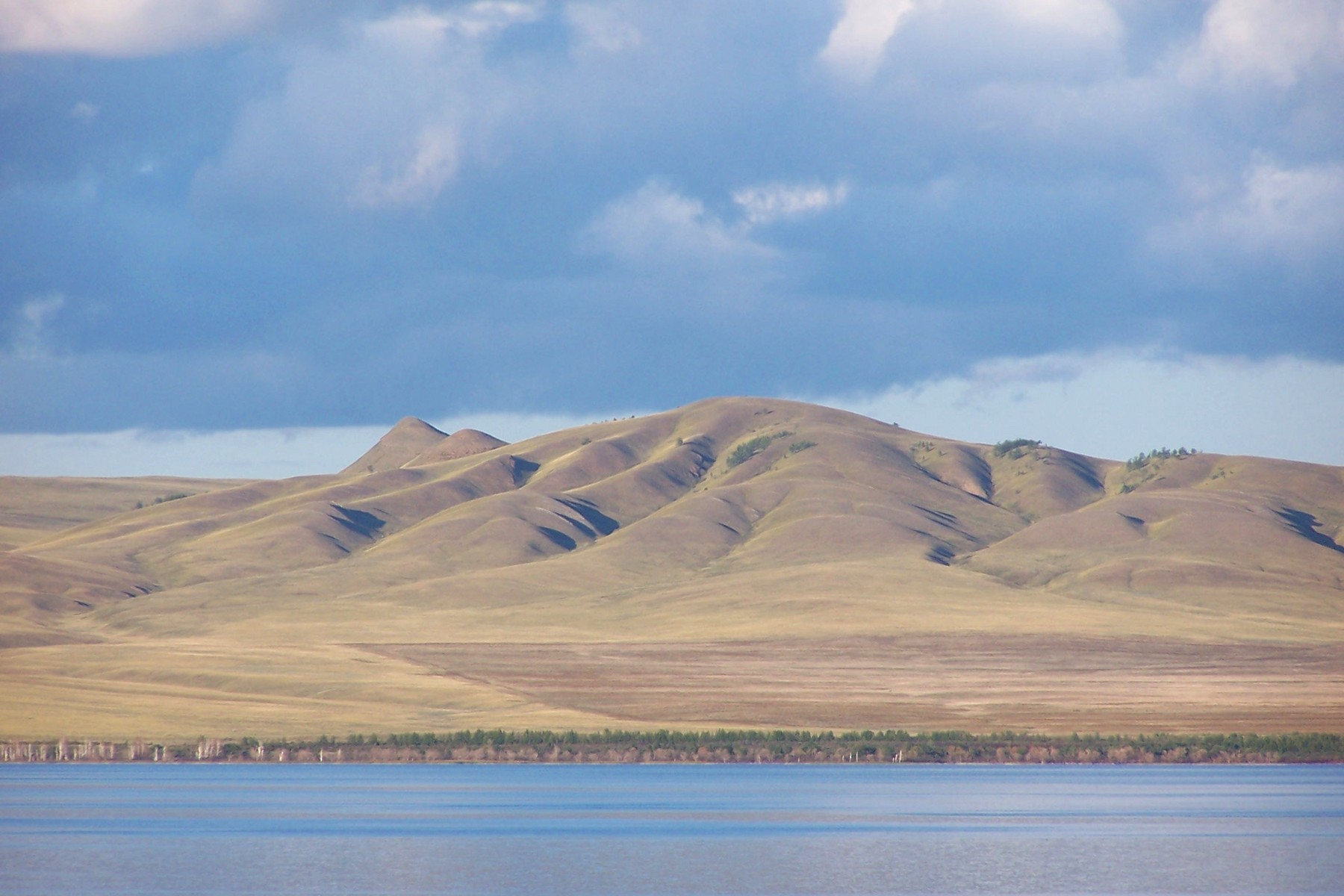
Hügel am Ostufer
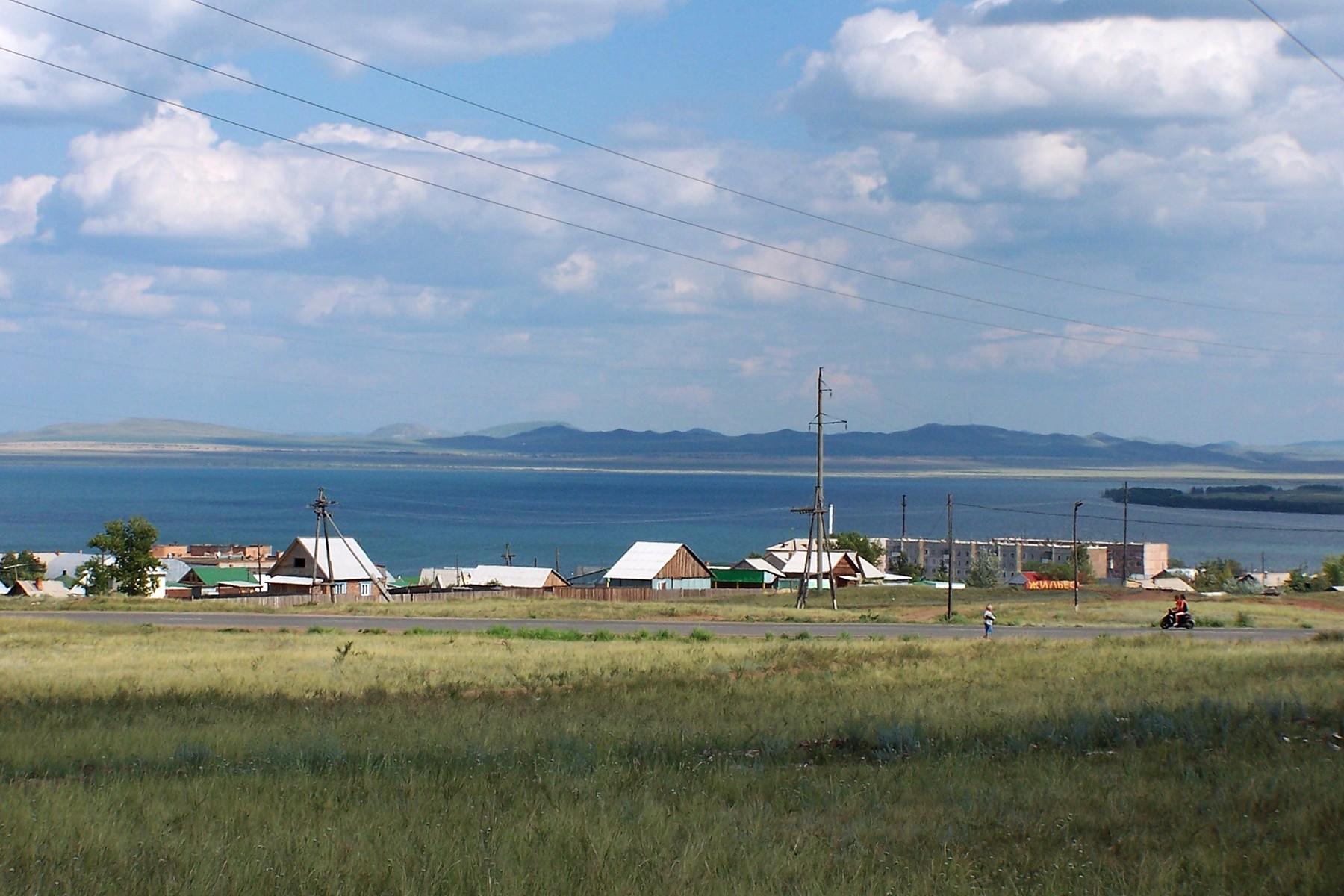
Schirasee und Ort Schemtschuschny